# Calle de Isabel Cuello
La calle de Isabel Cuello es una vía pública de la ciudad española de Sagunto.

## Descripción
La vía, que se conoció hasta finales del siglo XIX como «calle de Olmet», nace de la calle del Castillo y llega hasta la de Leonardo Argensola. Honra con el título actual a Isabel Cuello, pintora y música saguntina del siglo XVI. Aparece descrita en el Nomenclator de las calles, plazas y puertas antiguas y modernas de la ciudad de Sagunto (1901) de Antonio Chabret y Fraga con las siguientes palabras:

Isabel Cuello (calle de). Este nombre ha sustituído al de Olmet, que llevaba esta calle. El actual es de fecha reciente, para dedicarle un recuerdo á la eximia artista saguntina del siglo XVI, que asombró con sus progresos en pintura y en música.
(Chabret y Fraga, 1901, p. 61)